# 朝比奈親徳
朝比奈 親徳（あさひな ちかのり）は、戦国時代の武将。今川氏の家臣。駿河朝比奈氏（丹波守家）2代当主。庵原城主。
なお、『寛永伝』では実名を元長と記すが、「元長」は彼の法名及び彼が開基となった菩提寺（元長寺）のことで、実名ではない。また、異説として、元長を息子の信置の初名とするものもある（「信置」は武田氏に臣従した後に武田信玄（晴信）から偏諱を受けて改名したとみられるため）。父とされる朝比奈俊永の事績も不明で、親徳が初代当主であったとする見方もある。

## 略歴
主君・今川氏親から偏諱を受けた。駿河国において太原雪斎らと共に家中では重鎮であった。天文17年（1548年）の小豆坂の戦いでは、一族の朝比奈泰能や子・信置らと共に参戦。永禄2年（1559年）には関口親永と共に松平元康（後の徳川家康）の後見人も務めた。安祥松平家（後の徳川氏）のみならず、大給松平家などの他の松平氏一族や牧野氏などの小指南役であったとみられる。
永禄3年（1560年）の桶狭間の戦いにおいて、尾張国の織田氏の急襲によって窮地に陥った今川本陣で奮戦、鉄砲により負傷し討死したと伝わるがこれは誤りで、実際には戦場を離脱した後で主君・義元の戦死を聞いて深く悔やんだという。その後も、今川氏真の下で奉行人を務め、永禄9年8月22日（1566年9月5日）に死去（「元長寺過去帳」）。

## 系譜
- 父：朝比奈俊永
- 母：不詳
- 室：不詳
  - 男子：朝比奈信置（1528-1582）
  - 男子：朝比奈義永
  - 男子：朝比奈義信

## 関連作品
- 麒麟がくる（2020年、NHK大河ドラマ) 演：山口馬木也